# Cavariella biswasi
Cavariella biswasi är en insektsart. Cavariella biswasi ingår i släktet Cavariella och familjen långrörsbladlöss. Inga underarter finns listade i Catalogue of Life.